# Дюкштейн, Андреас
Андреас Дюкштейн (Дюкштайн; нем. Andreas Dückstein, венг. Andor Dückstein; 2 августа 1927, Будапешт — 28 августа 2024, Вена) — австрийский шахматист; международный мастер (1956), почётный гроссмейстер  (2024). Доктор юриспруденции.

## Биография
Родился в 1927 году в Будапеште в еврейской семье, там же учился в еврейской народной школе и еврейской гимназии. Родители были учителями (отец преподавал физкультуру), играть в шахматы Дюкштейна научила мать. В 1944 году был кратковременно арестован, затем скрывался с родителями в сельской местности, таким образом избежав депортации. Аттестат зрелости получил в 1945 году в Дебрецене. В 1949 году Андреас Дюкштейн бежал в Братиславу, откуда по израильской визе эмигрировал в Австрию, где поначалу жил на полулегальном положении, но в конце концов вместе с женой получил статус беженца. Родители вскоре тоже покинули Венгрию и поселились в Израиле. Уже в Вене Дюкштейн получил юридическое образование.

## Шахматная карьера
9-кратный чемпион Вены. Чемпион Австрии (1954, 1956 и 1977); в чемпионате 1955 — 2-е место. 
В составе сборной Австрии участник девяти олимпиад (1956, 1958, 1962, 1964, 1968, 1970, 1974, 1976, 1988), дважды достигал лучшего индивидуального результата на 2-й доске: на 12-й олимпиаде (Москва, 1956) — 13 очков из 17 и на 21-й (Ницца, 1974) — 10 очков из 12.
Лучшие результаты в международных турнирах: Гастингс (1958/1959) — 5-е; Вена (1959) — 4-е; Бергендал (Нидерланды; 1960) — 2-3-е; Бирзек (1961) — 2-е; Грац (1961) — 4-е; Амстердам (1964; ИБМ-турнир) — 3-е; Копенгаген (1965) — 6-е места.
Член символического клуба победителей чемпионов мира Михаила Чигорина с 2 октября 1958 года.

## Изменения рейтинга
| Графики недоступны из-за технических проблем. См. информацию на Фабрикаторе и на mediawiki.org. |